# Nidularium campos-portoi
Nidularium campos-portoi är en gräsväxtart som först beskrevs av Lyman Bradford Smith, och fick sitt nu gällande namn av Elton Martinez Carvalho Leme. Nidularium campos-portoi ingår i släktet Nidularium och familjen Bromeliaceae.

## Underarter
Arten delas in i följande underarter:
- N. c. campos-portoi
- N. c. robustum